# Laspuña
Laspuña (aragónul A Espunya) település Spanyolországban, Huesca tartományban. Laspuña Plan, El Pueyo de Araguás, La Fueva, Puértolas és Tella-Sin községekkel határos. Lakosainak száma 278 fő (2024).

## Népesség
A település népessége az utóbbi években az alábbiak szerint változott:
| Lakosok száma | 278  | 271  | 298  | 294  | 301  | 298  | 274  | 298  | 288  | 278  |
|               | 2001 | 2004 | 2006 | 2009 | 2011 | 2014 | 2016 | 2019 | 2021 | 2024 |